# Damian Hugo Philipp von Schönborn-Buchheim

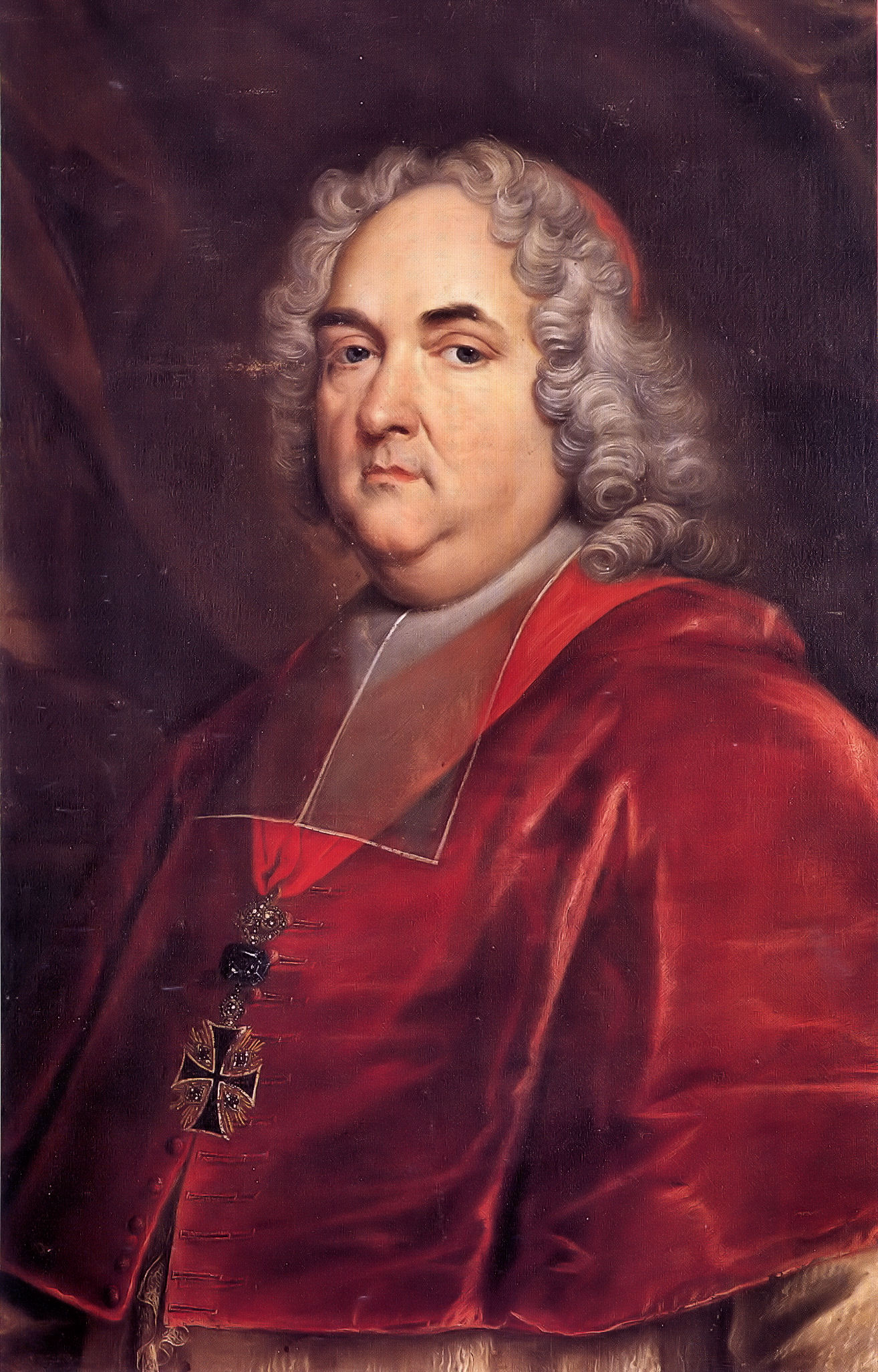
Damian Hugo von Schönborn als Kardinal (Porträt)

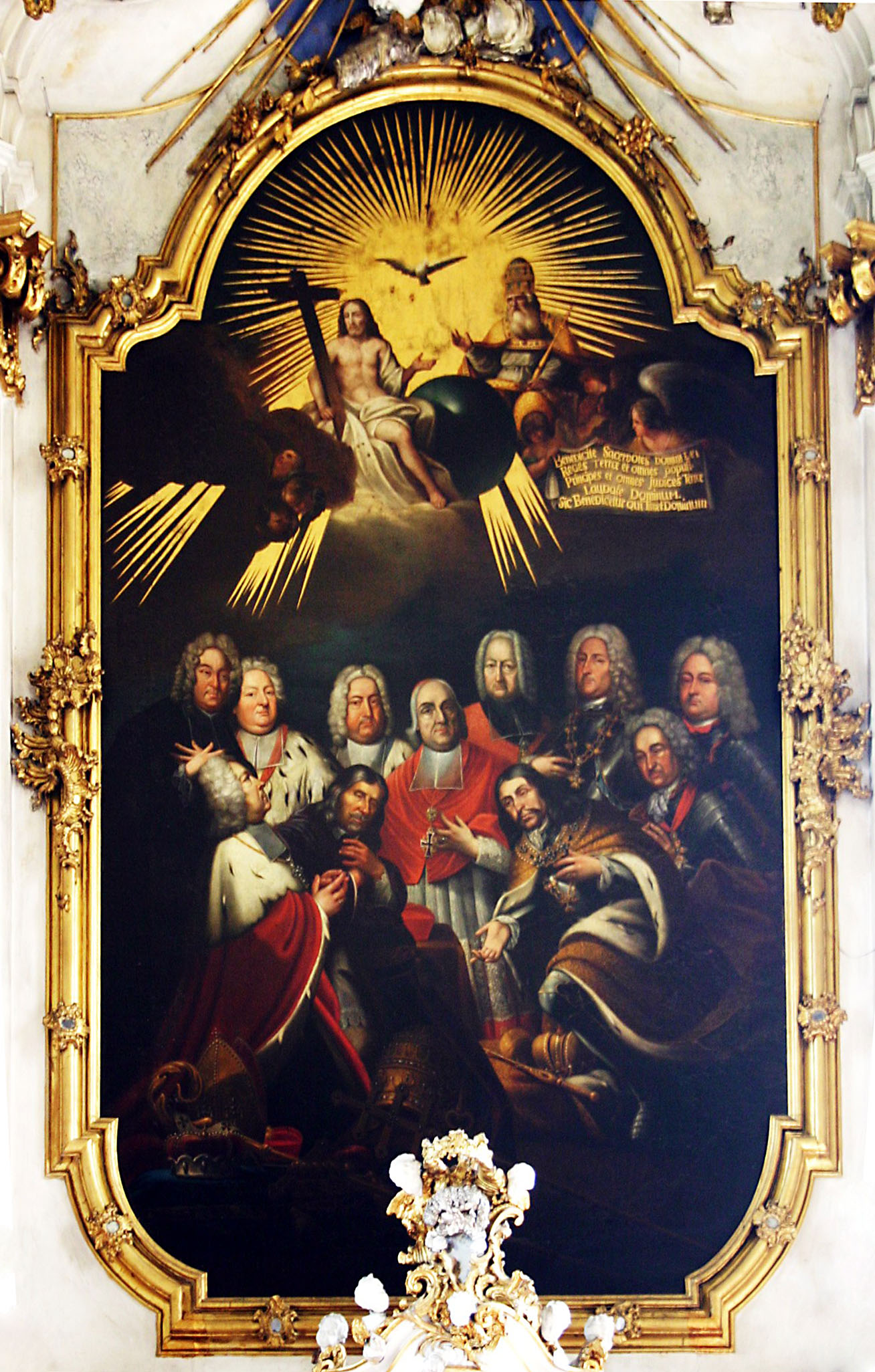
Altarbild in Pfarrkirche Gaibach um 1745, es zeigt drei einflussreiche Generationen aus dem Hause Schönborn, darunter mittig, mit rotem Kardinalsbirett und Deutschordenskreuz, Damian Hugo Philipp

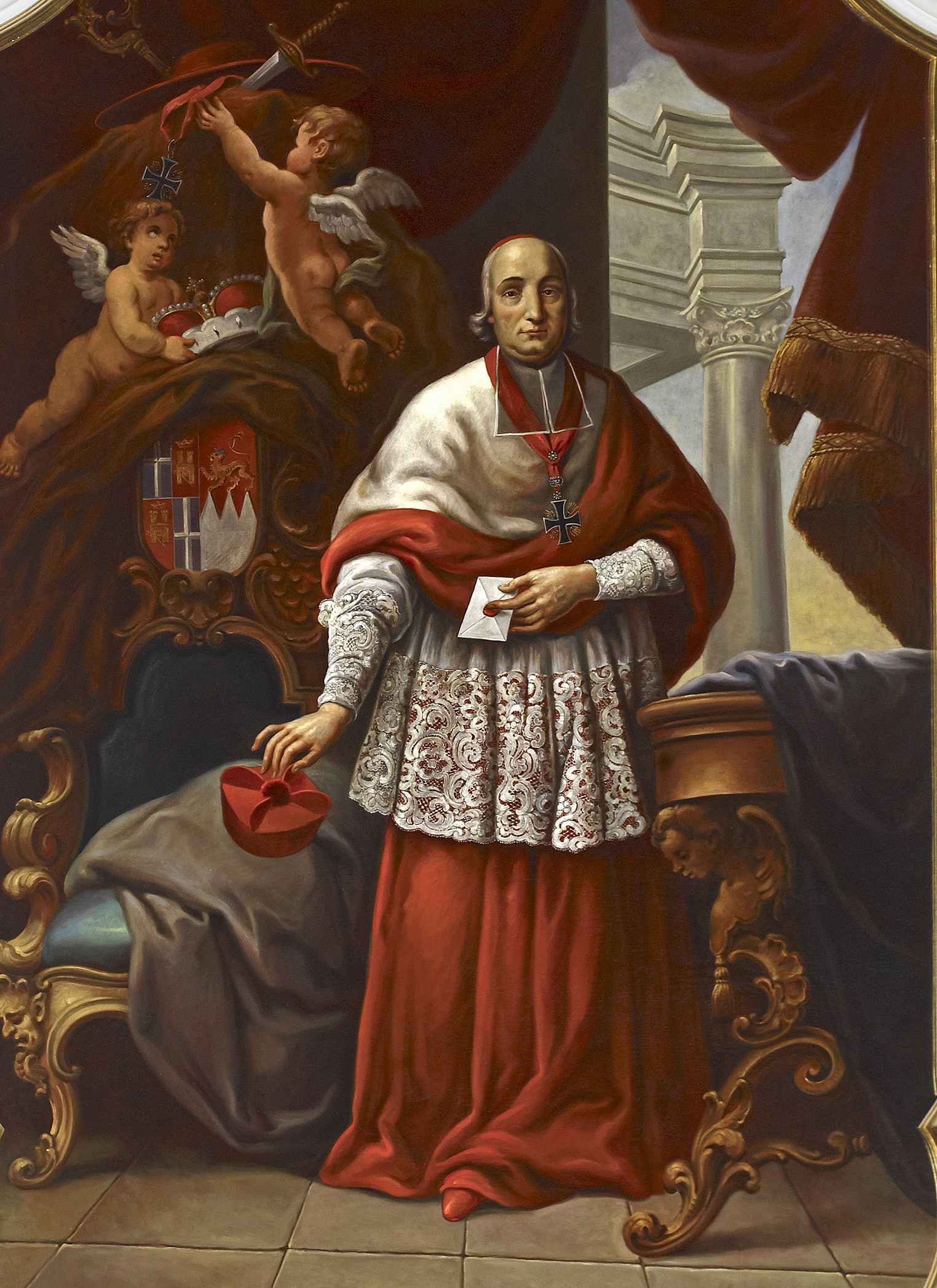
Als Kardinal und Fürstbischof von Speyer

Damian Hugo Philipp Reichsgraf von Schönborn-Buchheim (* 19. September 1676 in Mainz; † 19. August 1743 in Bruchsal) war ein deutscher katholischer Geistlicher. Ab 1719 war er Fürstbischof von Speyer, ab 1721 Kardinal und ab 1740 Fürstbischof von Konstanz.

## Herkunft – Das Haus Schönborn
Damian Hugo Philipp von Schönborn-Buchheim stammte aus dem Geschlecht der von Schönborn. Er wurde als dritter Sohn von 18 Kindern des kurmainzischen Staatsministers Melchior Friedrich von Schönborn-Buchheim geboren, der Mainzer Kurfürst-Erzbischof Lothar Franz von Schönborn war sein Onkel.
Seine Brüder waren die Fürstbischöfe Franz Georg von Schönborn-Buchheim, Friedrich Karl von Schönborn-Buchheim und Johann Philipp Franz von Schönborn und der Politiker Rudolf Franz Erwein von Schönborn; sein Großneffe und Patenkind war der Speyerer Domkapitular und spätere Bischof von Roermond, Philipp Damian von Hoensbroech (1724–1793).

## Leben

### Geistliche Laufbahn
Obwohl er eine tief religiöse Erziehung erhielt, war er zunächst nicht für den geistlichen Stand ausersehen. Nach Studien an den Universitäten in Würzburg, Mainz, Rom, Leiden und Löwen war er 1699 Kompanieführer im Heer Kaiser Leopolds I. Von 1699 bis 1706 wirkte er auch als Komtur der Deutschordenskommende St. Aegidius in Aachen und von 1707 bis 1743 als Landkomtur der Ballei Hessen des Deutschen Ordens in Marburg und der Ballei Biesen in Alden-Biesen sowie als Gesandter am Wiener Hof und unternahm diplomatische Missionen.
Auf Vorschlag des polnischen Wahlkönigs August des Starken wurde er im Konsistorium vom 30. Januar 1713 von Papst Klemens XI. zum Kardinal erhoben, obwohl er noch nicht die Weihen erhalten hatte. 1721 wurde er Kardinaldiakon der Titeldiakonie San Nicola in Carcere. Trotz seiner Teilnahme an zwei Konklaven blieb Hugo Damian an der Kurie ohne Einfluss. 1719 erfolgte durch Vermittlung seines Onkels Lothar Franz seine Wahl zum Fürstbischof von Speyer. Erst danach empfing er am 15. August 1720 die Priesterweihe. Die Bischofsweihe spendete ihm am 24. Februar 1721 Johann Edmund Gedult von Jungenfeld, Weihbischof in Mainz; Mitkonsekratoren waren Johann Baptist Gegg, Weihbischof in Worms, und Johann Joachim Hahn, ebenfalls Weihbischof in Mainz. Kardinal von Schönborn nahm am Konklave 1721 teil, das Papst Innozenz XIII. wählte; er erschien einen Tag vor dem Ende des Konklaves in Rom.

### Bischof von Speyer
Seine über zwanzigjährige Zeit als Bischof von Speyer war eine friedliche Epoche, verbunden mit einem wirtschaftlichen und kulturellen Aufschwung. Damian Hugo Philipp bemühte sich um eine Konsolidierung des Finanzhaushaltes, dazu führte er verschiedene Verwaltungsreformen durch und gründete Musterbetriebe zur Belebung der Wirtschaft. 1722 wurde die allgemeine Schulpflicht eingeführt.
Nach heftigen Streitereien mit dem Rat der protestantischen Reichsstadt Speyer verlegte er 1723 seine Residenz nach Bruchsal, wo er das prächtige Schloss Bruchsal durch den Baumeister Balthasar Neumann bauen ließ. In Waghäusel ließ er ab 1724 von Johann Michael Ludwig Rohrer das Jagdschloss Eremitage erbauen, das ab 1737 von Neumann erweitert wurde. Im Konklave 1724, bei dem Papst Benedikt XIII. gewählt wurde, war er nicht anwesend.
Im Jahre 1730 nahm Kardinal Schönborn am viermonatigen Konklave in Rom teil, aus dem Klemens XII. als neuer Pontifex maximus hervorging.

### Späte Jahre

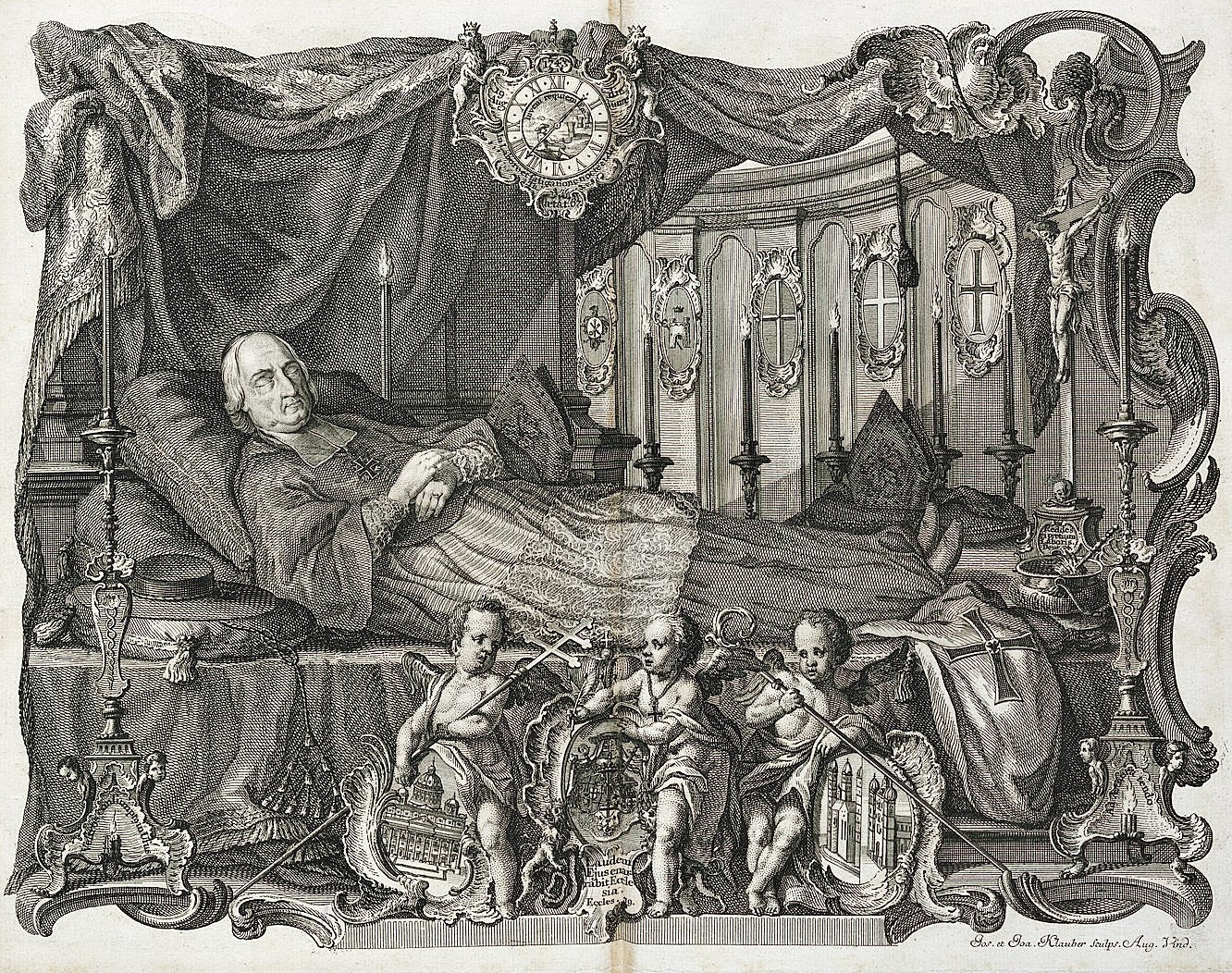
Damian Hugo Philipp von Schönborn auf dem Sterbebett, 1743

Unter Mithilfe seiner Brüder wurde er bereits 1722 zum Koadjutor des Bistums Konstanz gewählt, erlangte aber erst 18 Jahre später den Besitz des Hochstifts und konnte dort keinen Einfluss mehr ausüben. Am Konklave 1740 konnte er nicht mehr teilnehmen. Hugo Damian von Schönborn starb an den Folgen einer Malaria-Erkrankung, die er sich in seiner Zeit in Rom zugezogen hatte. Nach vorübergehender Bestattung wurde er 1755 in der Bischofsgruft der auf seine Anweisung neu erbauten Peterskirche zu Bruchsal beigesetzt. Trotz größerer Bauaktivitäten hinterließ er seinem Nachfolger 1,8 Millionen Gulden in der Staatskasse.
In seine Lebens- und Regierungszeit fiel der Höhepunkt des Einflusses der Schönborn-Familie auf die Geschicke des Reichs.

## Wappen
Fürstbischöfe führten üblicherweise ein gemehrtes persönliches Wappen, das sich aus Elementen des Familienwappens und dem Wappen des Bistums zusammensetzte.

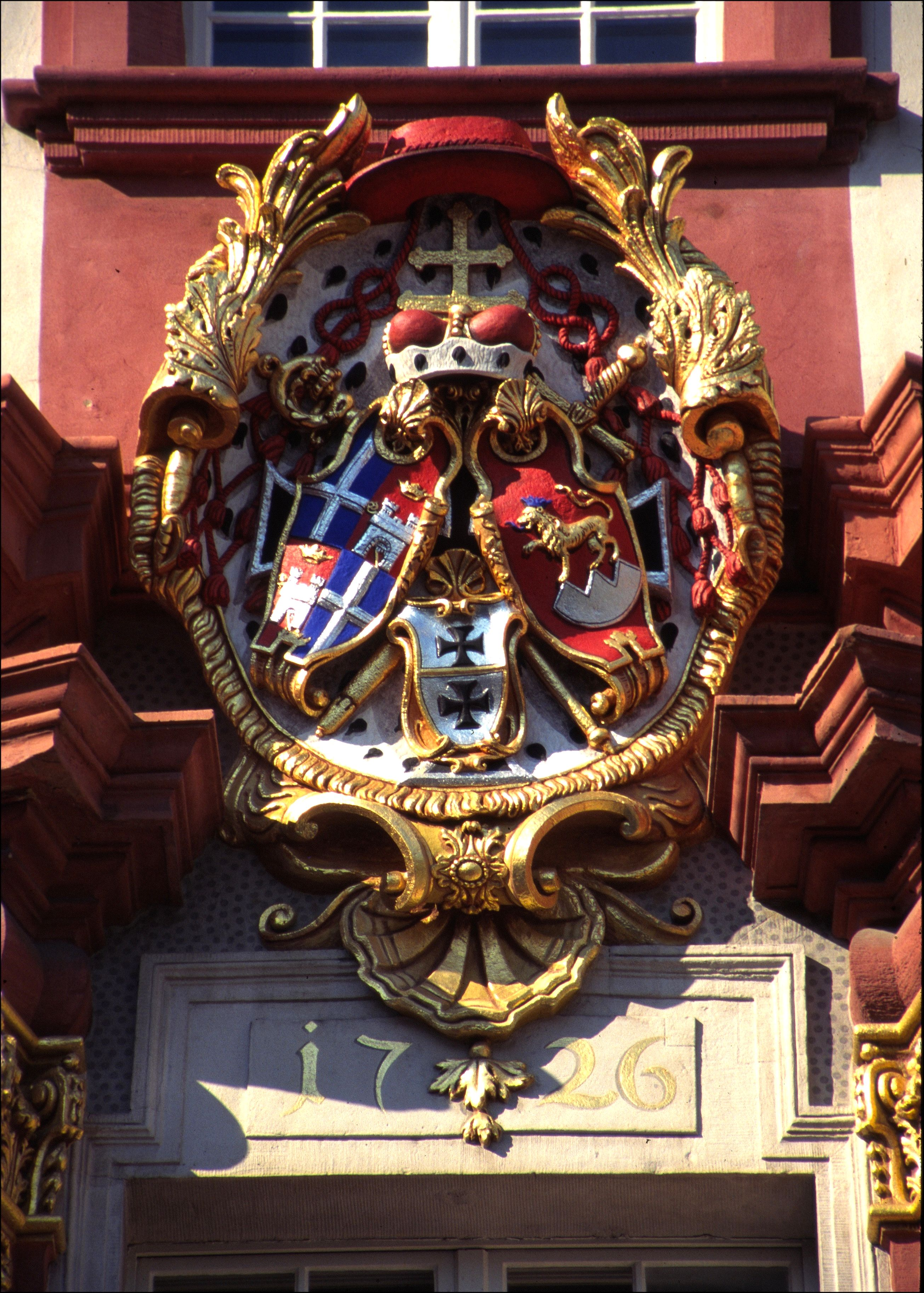
Prunkwappen des Fürstbischofs

Das Prunkwappen von Damian Hugo Philipp von Schönborn-Buchheim an der Fassade des von ihm errichteten Schlosses Bruchsal beinhaltet die folgenden drei Wappenschilde: Der (optisch) linke Wappenschild ist geviert. Im Wechsel befinden sich in Blau ein silbernes Kreuz (für das Hochstift Speyer) und in Rot eine silberne Burg mit Tor und zwei Türmen, darüber eine goldene Krone (für die Fürstpropstei Weißenburg). Diese Vierung deutet auf die länger andauernde Personalunion der beiden Ämter hin. Der rechte Schild zeigt das Familienwappen der Schönborn: in Rot ein auf drei silbernen Spitzen schreitender zweischwänziger goldener Löwe, der blau gekrönt ist. In der Mitte befindet sich ein kleinerer Wappenschild mit einem doppelten schwarzen Tatzenkreuz in Silber, der für die beiden Landkomtureien des Deutschen Ordens Alden-Biesen und Marburg steht (siehe auch Liste der Kommenden des Deutschen Ordens). Die drei Einzelwappen sind unter einem Fürstenhut angeordnet. Verziert mit weiteren Herrschaftsinsignien wird das Wappen von einer goldenen Fassung eingerahmt, die nach oben mit einem Kardinalshut abschließt. Hinweise auf das Bistum Konstanz fehlen, weil Damian Hugo es erst deutlich später übernahm.

## Würdigungen
Das 1723 von ihm gestiftete und 1755 gegründete Schönborn-Gymnasium Bruchsal, das sich ursprünglich im Bruchsaler Schloss befand, wurde 1954 nach ihm benannt. Das Damianstor an der Nordseite des Bruchsaler Schlosses und die hindurch führende Schönbornstraße sind ebenfalls nach ihm benannt. 
1972 wurde die Gemeinde Bad Mingolsheim-Langenbrücken im nördlichen Landkreis Karlsruhe zu Ehren von Damian Hugo von Schönborn in Bad Schönborn umbenannt, weil er das Schloss Kislau in Bad Mingolsheim umfassend neu gestaltet hatte.

## Sonstiges
Der Heidelberger Medizinprofessor Johannes Christoph Ludwig Beringer (1709–1746) war vor 1738 sein Leibarzt. Im Jahr 1742 erhielt Franz Joseph von Oberkamp (bevor er im gleichen Jahr einen Ruf an die Universität Würzburg erhielt) diese Position.

## Bauten des Fürstbischofs Damian Hugo

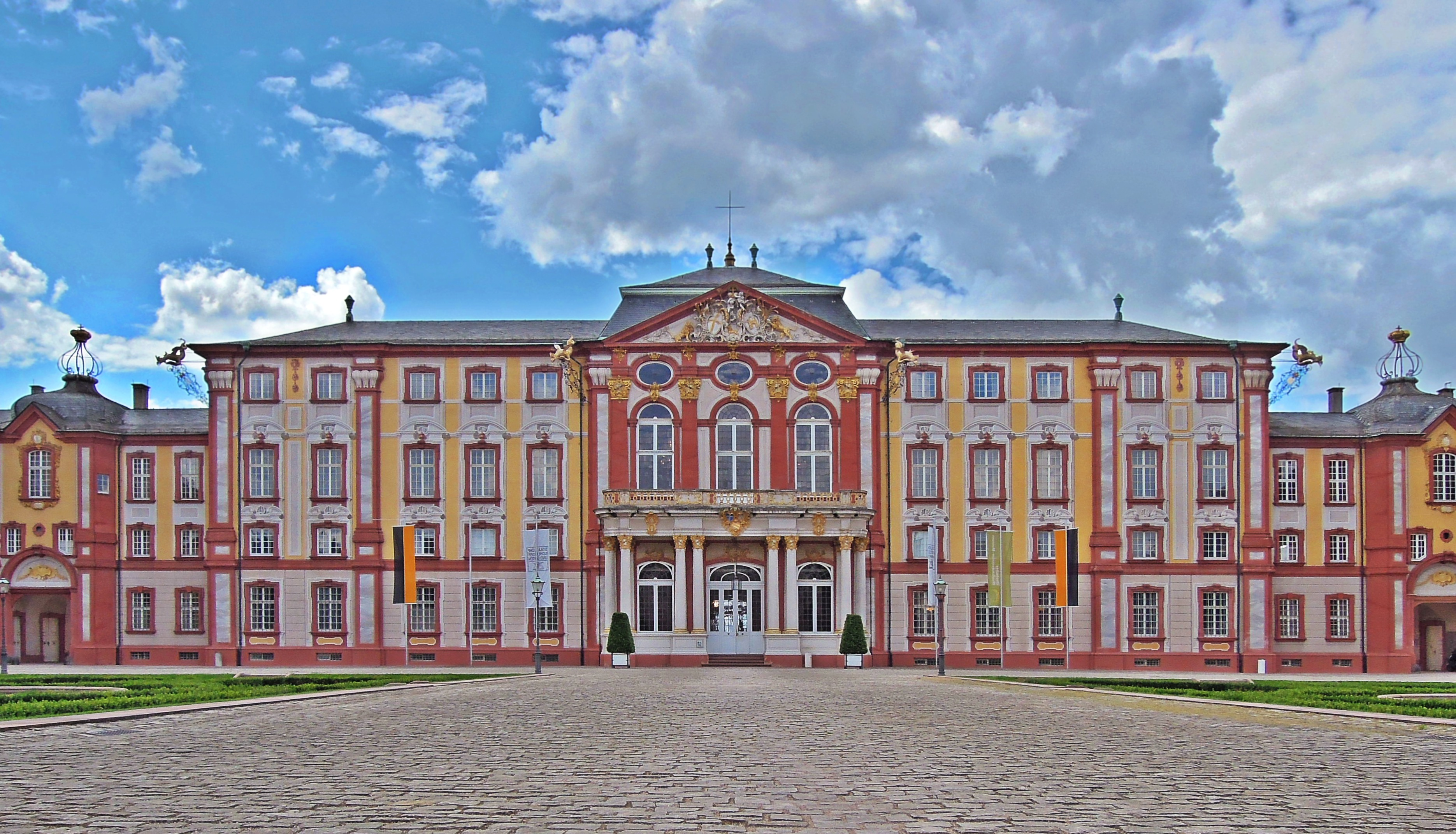
Schloss Bruchsal, erbaut ab 1720
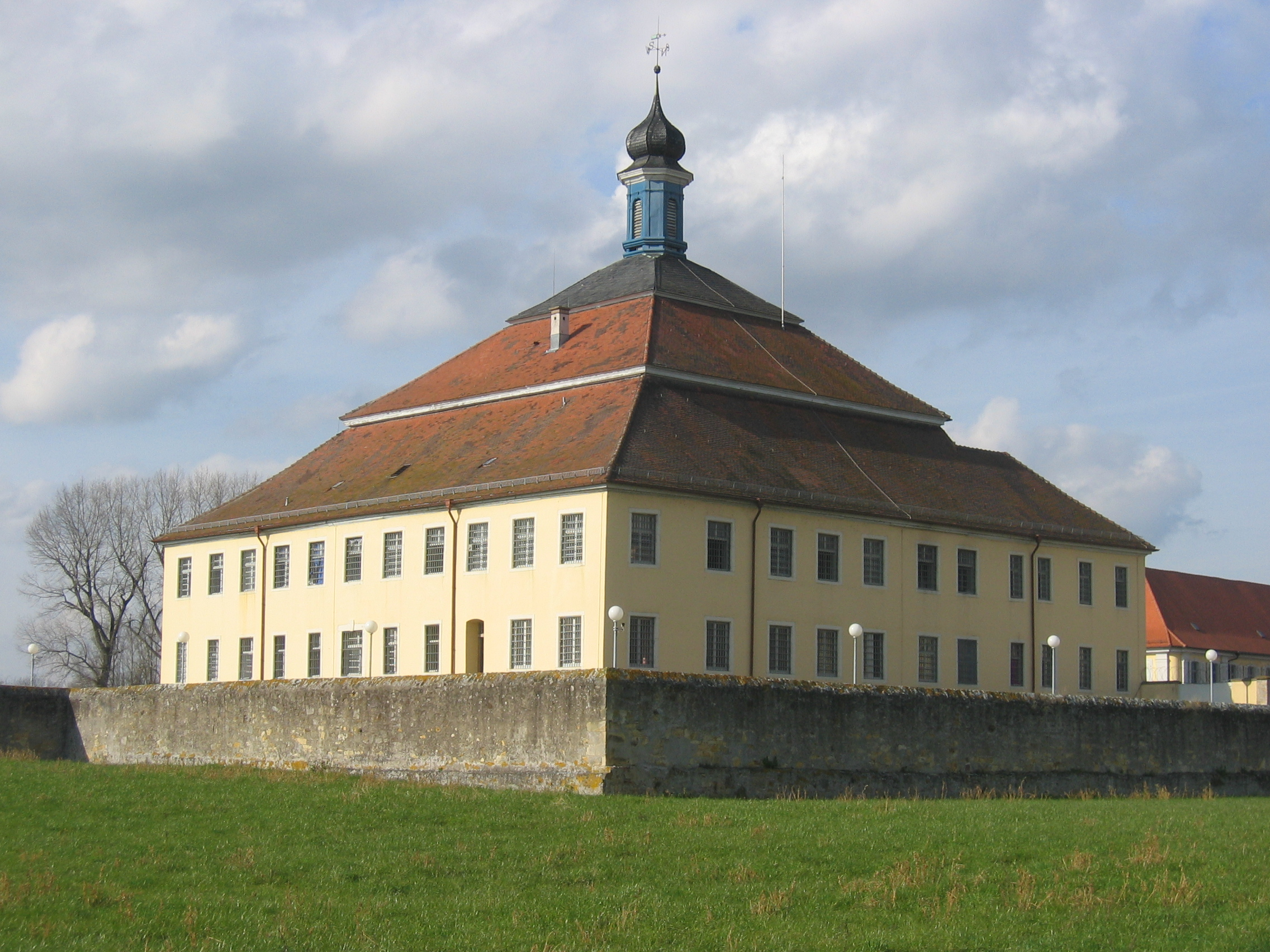
Jagdschloss Kislau, erbaut 1721
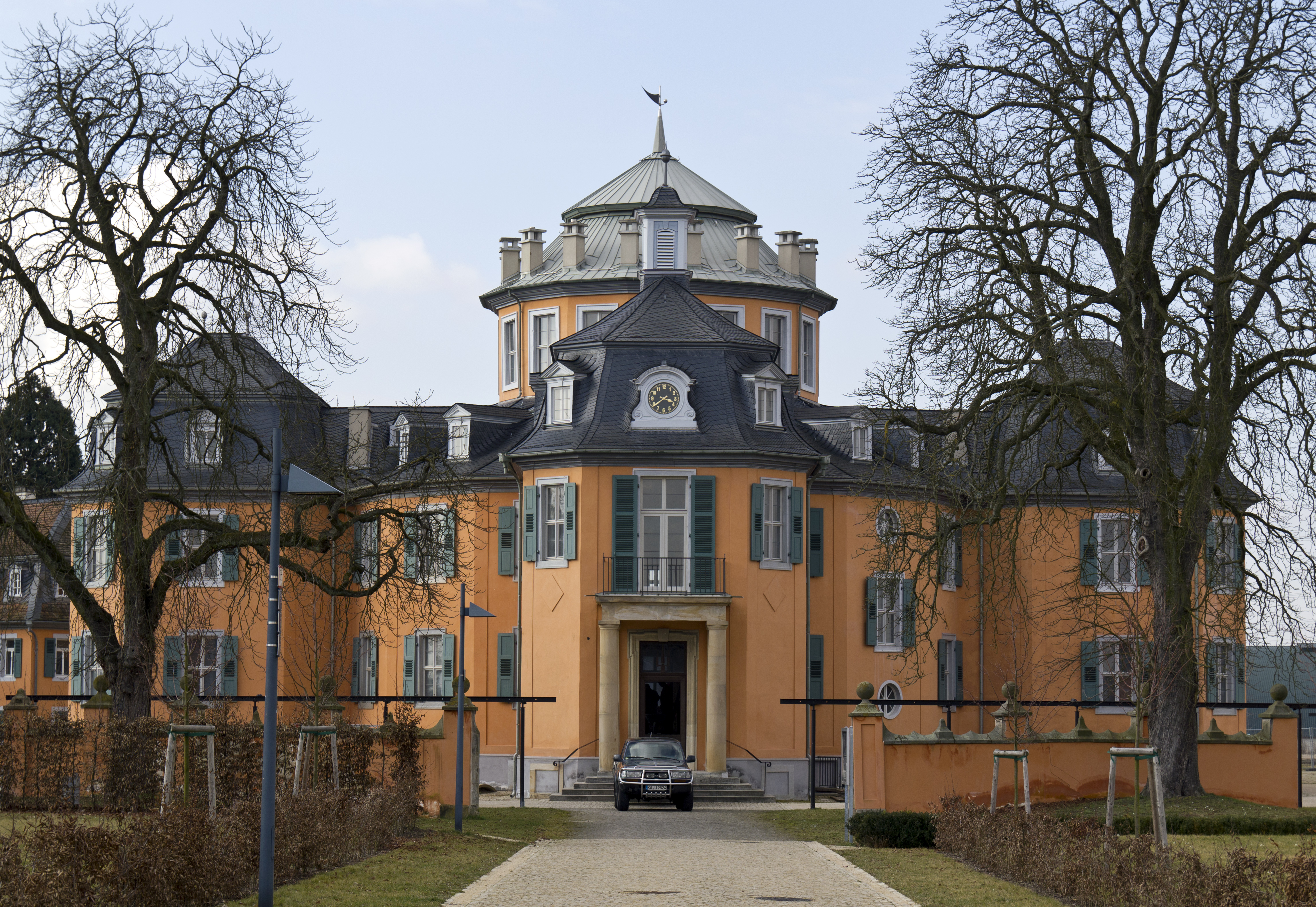
Eremitage (Waghäusel), erbaut ab 1724
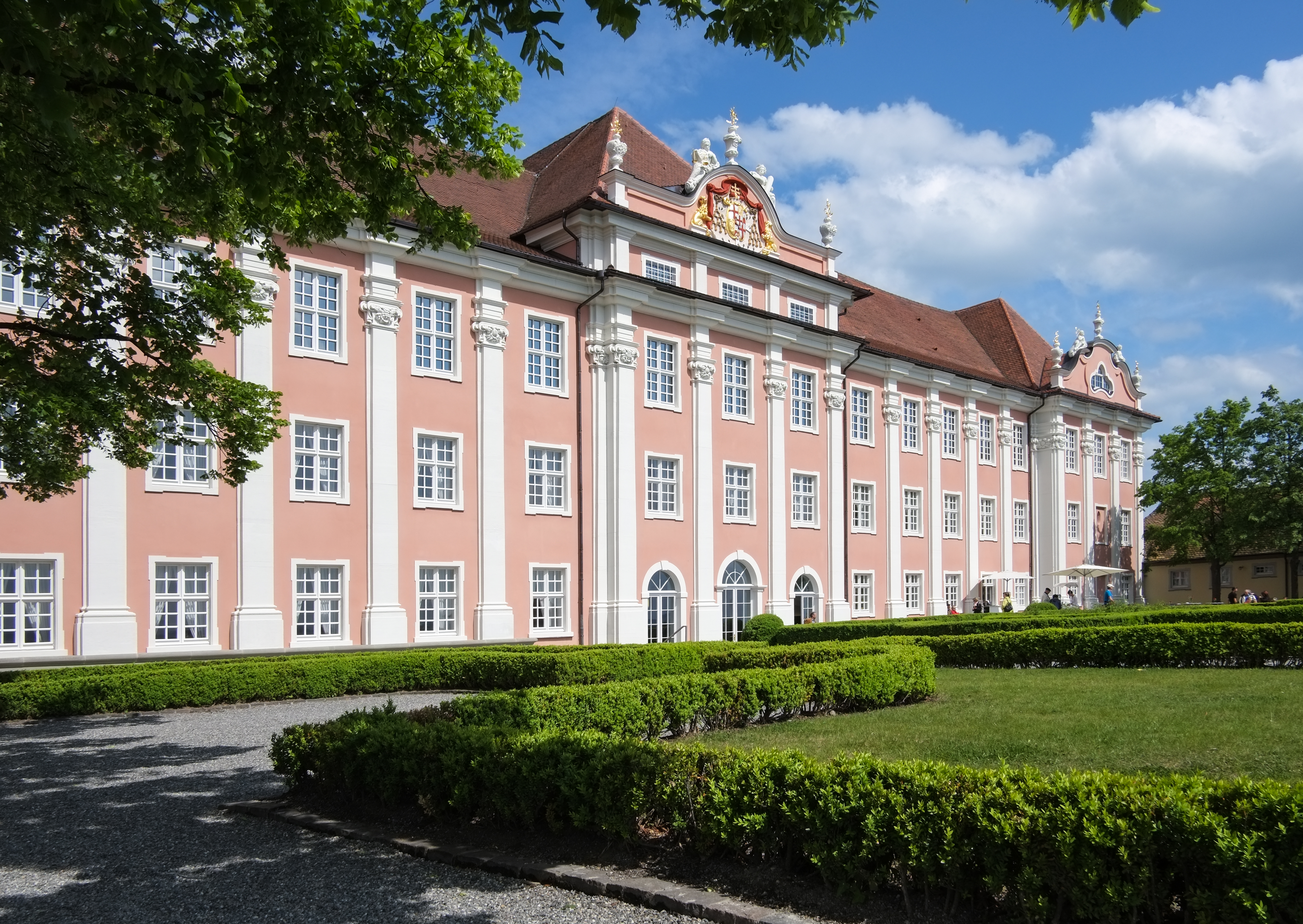
Neues Schloss (Meersburg), vollendet ab 1740
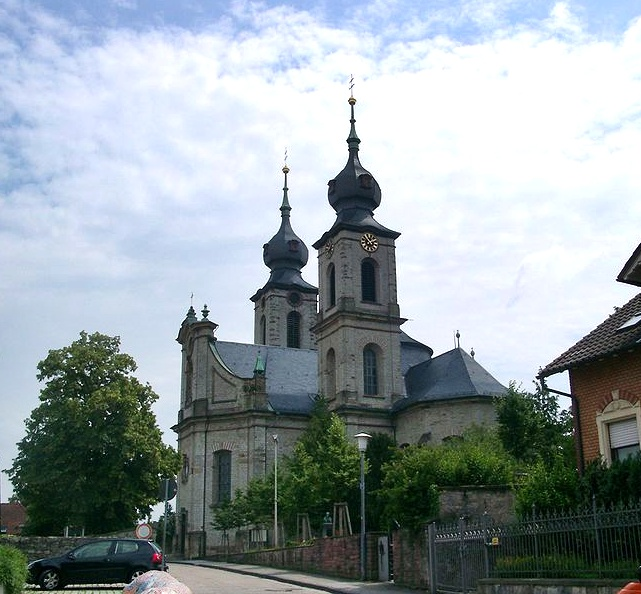
St. Peter zu Bruchsal (ab 1736)